# Voice of the Silent
Voice of the Silent är en låt framförd av John Lundvik i Melodifestivalen 2025. Låten, som deltog i den första deltävlingen, gick direkt vidare till final där den slutade på en sjätte plats.
Låten är skriven av Lundvik, Jimmy Jansson, Peter Boström och Thomas G:son.